# Konakowo
Konakowo (russisch Конако́во) ist eine Stadt mit 41.291 Einwohnern (Stand 14. Oktober 2010) in Russland. Sie liegt am südlichen Ufer des Iwankowoer Stausees der Wolga, rund 120 km nordwestlich von Moskau und 82 km südöstlich der Gebietshauptstadt Twer.

## Geschichte
Bekannt ist der Ort seit 1806 als ein Dorf namens Kusnezowo (Кузнецово). Eine nennenswerte Bedeutung erlangte es Ende der 1820er-Jahre, als hier eine Porzellan- und Fayencefabrik errichtet wurde. Im Laufe der Jahre erlangte die Produktion dieser Fabrik auch in anderen Regionen Russlands einen guten Ruf, was Kusnezowo überregional gemacht hat. 1929 wurde die Siedlung in Konakowo umbenannt zu Ehren eines Revolutionärs namens Porfiri Konakow, und 1937 erhielt sie den Stadtstatus.

### Bevölkerungsentwicklung
| Jahr | Einwohner |
| ---- | --------- |
| 1939 | 11.949    |
| 1959 | 13.705    |
| 1970 | 29.545    |
| 1979 | 36.828    |
| 1989 | 42.522    |
| 2002 | 42.335    |
| 2010 | 41.291    |

Anmerkung: Volkszählungsdaten

## Wirtschaft und Verkehr
Das wohl bekannteste Unternehmen der Stadt ist das Wärmekraftwerk Konakowskaja GRES nordöstlich des Ortszentrums. Es wurde 1969 erbaut und gehört heute dem regionalen Energieversorgungsunternehmen Enel OGK-5, das 2004 aus dem staatlichen Energiekonzern Unified Energy System ausgegliedert wurde. Daneben gibt es in Konakowo bis heute eine Fabrik für Fayencegeschirr, die aus der alten Porzellan- und Fayencemanufaktur hervorging. Weitere Industriebetriebe Konakowos sind eine Baustoff- und eine Werkzeugfabrik.
Konakowo hat eine Schiffsanlegestelle am Iwankowoer Stausee, somit am Oberlauf der Wolga zwischen Twer und Dubna. Es besteht zudem ein Eisenbahnanschluss durch eine Stichstrecke, die von der Bahnstrecke Sankt Petersburg–Moskau abzweigt.

## Söhne und Töchter der Stadt
- Pjotr Pospelow (1898–1979), sowjetischer Politiker